# Tibor Joza
Tibor Joza (maďarsky Tibor Józa; * 10. srpna 1986, Halmstad, Švédsko) je švédský fotbalový obránce maďarského původu, který hraje ve švédském klubu BK Häcken.

## Klubová kariéra
Joza hrál ve Švédsku profesionálně za kluby Halmstads BK a Falkenbergs FF. V listopadu 2010 přestoupil do švédského celku BK Häcken.
18. července 2013 nastoupil v prvním utkání druhého předkola Evropské ligy 2013/14 proti domácímu českému celku AC Sparta Praha a byl při remíze 2:2, Bollklubben Häcken si tak odvezl nadějný výsledek do odvety.